# جمعية العلوم والعامة
جمعية العلوم والعامة (SSP)، المعروفة سابقًا باسم جمعية خدمة العلوم، منظمة غير ربحية مكرسة لتعزيز العلوم من خلال برامجها التعليمية العلمية والمنشورات، بما في ذلك مجلة ساينس نيوز نصف الأسبوعية وأخبار العلوم عبر الإنترنت مجانًا للطلاب. يقع مقر المنظمة في العاصمة واشنطن، الولايات المتحدة.
تهدف الجمعية إلى فهم العلم وتقدير الدور الذي يلعبه في التقدم البشري.

## التاريخ

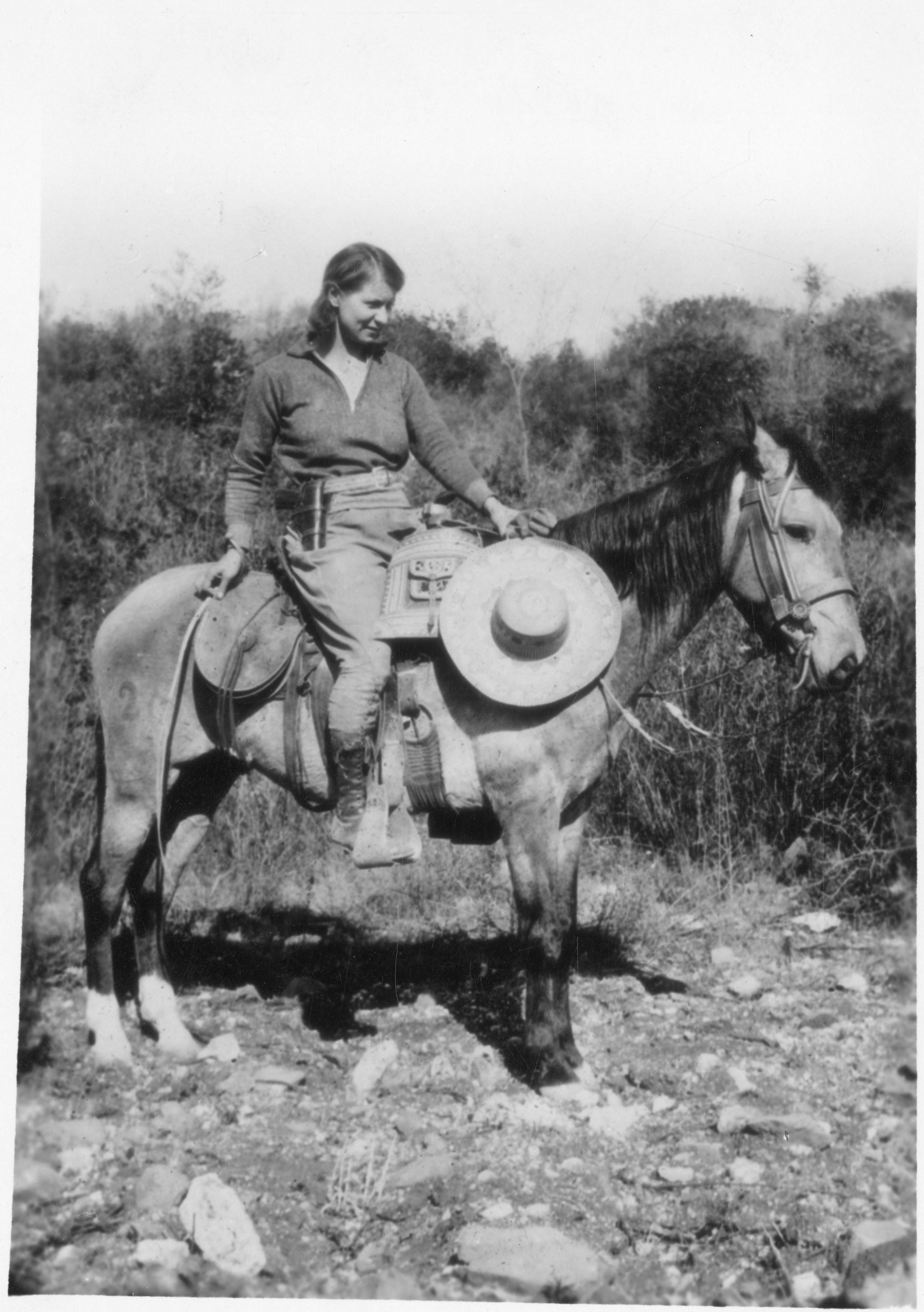
إيما ريه ستيفنسون (1896–1982) صحفية علمية عملت لدى المجلة أثناء زياتها إحدى المواقع الأثرية في ولاية واهاكا.

تم تأسيس الجمعية في عام 1919 من قبل الصحفي إدوارد ويليس سكريبس وعالم الحيوانات ويليام ايمرسون ريتر تحت اسم الجمعية الأمريكية لنشر العلوم بهدف توعية الجمهور بأحدث الاكتشافات والانجازات العلمية. تم تغير إسمها إلى جمعية خدمة العلوم في عام 1921.
في عام 2008، تم تغيير اسم الجمعية من خدمة العلوم إلى جمعية العلوم والعامة (SSP) للتعبير عن مهمتهم في الدفاع عن العلم وتوصيله للعامة.

## الأنشطة
سعيا لتحقيق هذا الهدف، تقوم الجمعية بالقيام بالعديد من الأنشطة مثل إصدار مجلتين علميتين هما ساينس نيوز وساينس نيوز للطلاب. رعاية وتمويل الأحداث، الفاعليات والأنشطة مثل معرض إنتل الدولي للعلوم والهندسة، مؤتمرات المواهب العلمية في ريجينترون، ومنافسات في المجالات العلمية المختلفة (الرياضيات، العلوم التطبيقية، التكنولوجيا والهندسة) للشباب.
نجح سكريبس وريتر في تحقيق هدفهم من خلال تغطية أخر الأبحاث العلمية للجمهور. مع حلول عام 1922 ونتيجة لاهتمام العامة بدأت الجمعية بإصدار خطابات ساينس نيوز والتي أصبحت فيما بعد مجلة في عام 1926. سريعا ما تم اعتبار المجلة مصدرا رئيسيا للأخبار العلمية تم تداولها في المكتبات، المدارس والأفراد. في عام 1942، أطلقت الجمعية أول مسابقاتها التعليمية بعنوان مسابقات المواهب العلمية في ريجينترون.
في الفترة ما بين الحرب العالمية الأولى والحرب العالمية الثانية قامت الجمعية برعاية نوادي العلوم الأمريكية، التي أسسها واتسون ديفيس لنشر العلوم بين الهواة كما قامت بتشجيع أندية العلوم بالمدارس الثانوية للانضمام.
من عام 1940 إلى عام 1989، قامت الجمعية بتمويل نادي أمور العلوم. يتلقى المشتركون صندوقا شهريا يحتوي إما على مادة أو أداة بسيطة بالإضافة إلى كتيب يصف التجارب التي يمكن إجراؤها بها. في بعض الأحيان قد يحتوي الصندوق على أجزاء يمكن تجميعها لتكوين أداة عملية.
منذ عام 2003، أطلقت مجلة ساينس نيوز فور كيدز مجلة على شبكات الإنترنت موجهة للطلاب، المعلمين وأولياء الأمور.

## وصلات خارجية
- مجلة ساينس نيوز.
- موقع مجلة ساينس نيوز للطلاب.
- جمعية خدمة العلوم، أصبحت الآن تسمى جمعية العلوم والعامة.
- مجموعة مختارة من صور الجمعية، ملفات من مؤسسة سميثسونيان.